# Takahiro Nishijima
Takahiro Nishijima (西島 隆弘 Nishijima Takahiro, Sapporo, 30 de setembro de 1986) é um cantor e ator japonês que é o vocalista principal do grupo musical AAA. Também trabalha como cantor solo conhecido como Nissy. 

## Filmografia

### Séries de televisão
| Ano  | Título                                            | Papel                          | Rede televisiva |
| ---- | ------------------------------------------------- | ------------------------------ | --------------- |
| 2007 | Delicious Gakuin                                  | Rouma Kitasaka (北坂 狼馬)     | TV Tokyo        |
| 2009 | Ghost Friends                                     | Kaito Hayami (速水 カイト)     | NHK             |
| 2010 | Tumbling                                          | Tetsuya Hino (火野 哲也)       | TBS             |
| 2010 | Gakeppuchi no Erī                                 | Masahiro Shimoyama (下山 雅弘) | TV Asahi        |
| 2011 | Diplomata Kosaku Kuroda                           | Yutaro Kimijima (君島 祐太朗)  | Fuji TV         |
| 2011 | Tare Yori mo Aisu!                                | Shunpei Unagi (宇那木 春平)    | NHK             |
| 2012 | Taira no Kiyomori                                 | Taira no Yorimori (平 頼盛)    | NHK             |
| 2013 | Taiyō no Wana                                     | Shinji Hasegawa (長谷川 眞二)  | NHK             |
| 2016 | Itsuka Kono Koi wo Omoidashite Kitto Naite Shimau | Asahi Ibuki (井吹 朝陽)        | Fuji TV         |